# Zoom H2

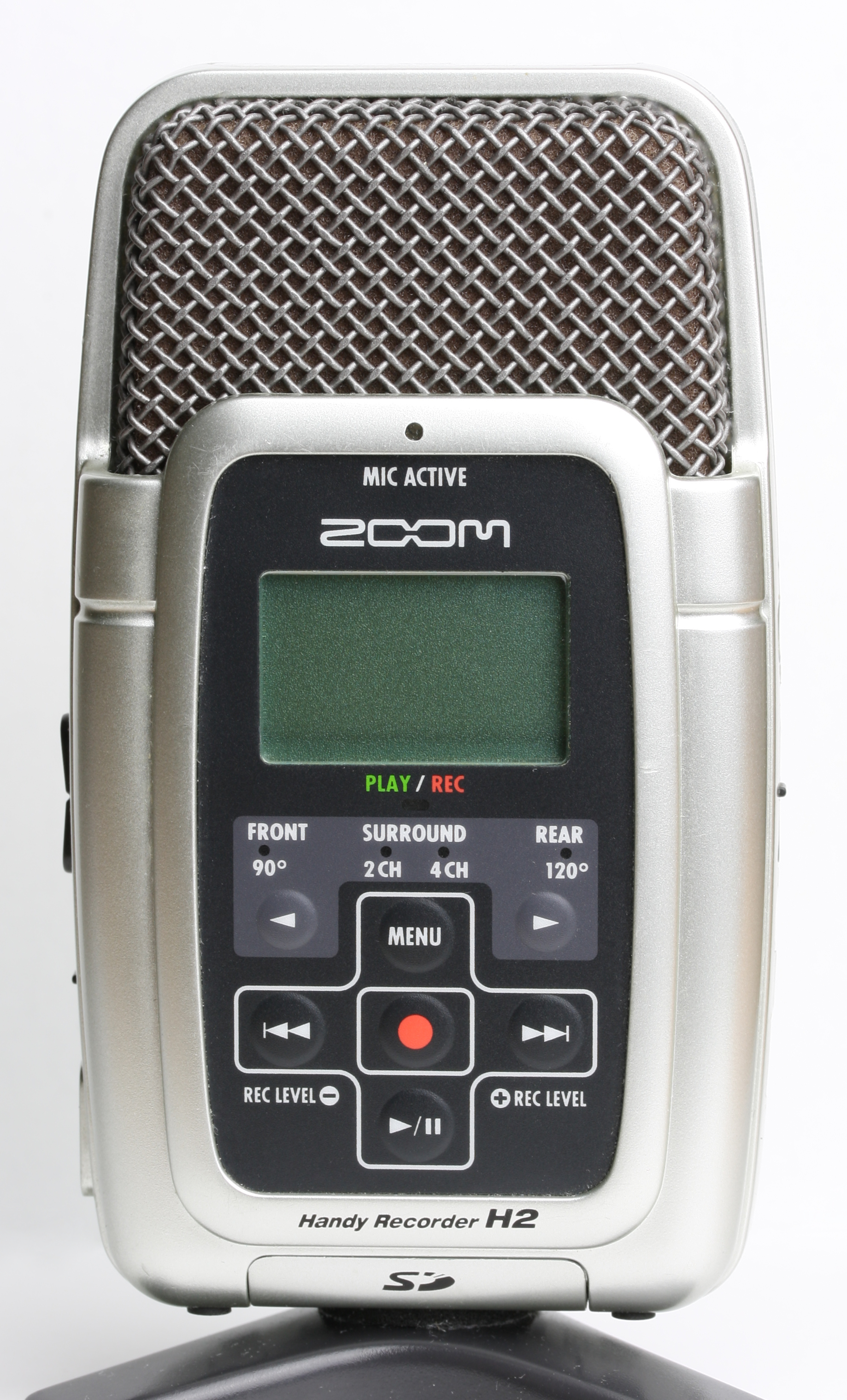
Un Zoom H2.

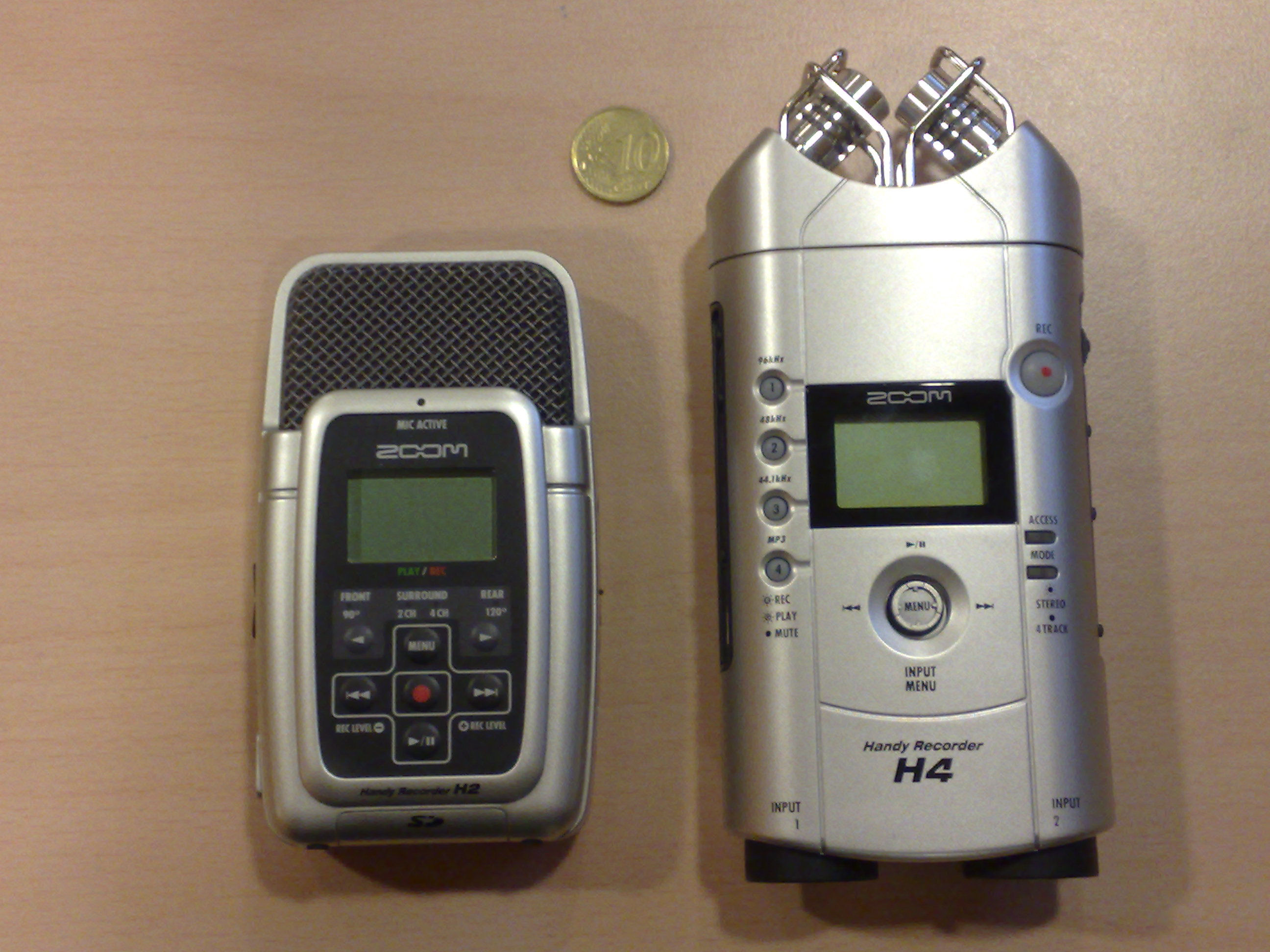
Comparatif de taille entre un H2 et un H4

Le Handy Recorder H2 (ou Zoom H2) est un enregistreur numérique miniaturisé portable de la marque Zoom, sorti en 2007, permettant d'enregistrer en mode stéréo au format WAV ou MP3.

## Caractéristiques
- pour le format WAV, les différentes fréquences d'échantillonnage sont 44,1, 48 ou 96 kHz en résolution 16 ou 24 bits, avec trois niveaux de gain ;
- pour le format MP3, il enregistre à 44,1 kHz, jusqu'à 320 kbit·s-1 (choix parmi 12 débits numériques) ou VBR (débit variable).

Il est doté d'une carte SD et d'une prise USB 2.0 pour transférer les fichiers audio ou autres. Il peut fonctionner sur piles (taille AA) ou sur adaptateur secteur.
Il est équipé de 4 microphones qui permettent d'enregistrer aussi bien en stéréo qu'en directif, à 90°, 120° ou même 360°.
Il a été un succès commercial et a été considéré comme innovant lors de sa sortie, en particulier grâce à sa fonctionnalité d'enregistrement "Surround".